# Limacella guttata
Limacelle tachée
Espèce
Limacella guttata, la Limacelle tachée, Limacelle lenticulaire, Amanite lenticulaire ou encore Lépiote lenticulaire, est une espèce de champignons de la famille des Amanitaceae.

## Systématique
Le nom correct complet (avec auteur) de ce taxon est Limacella guttata (Pers.) Konrad & Maubl., 1924.
L'espèce a été initialement classée dans le genre Agaricus sous le basionyme Agaricus guttatus Pers., 1793.
Limacella guttata a pour synonymes :
- Agaricus guttatus Pers., 1793
- Agaricus megalodactylus Berk. & Broome, 1860
- Agaricus secretanii f. guttatus Rabenh., 1844
- Amanita secretanii var. guttata (Pers.) P. Kumm., 1871
- Lepiota guttata (Pers.) Quél., 1877
- Limacella guttata (Pers.) Konrad & Maubl., 1924

## Publication originale
- P. Konrad et A. Maublanc, Icones Selectae Fungorum, vol. 1, 1924, 1-50 p.